# Patrick Dumas
Patrick Dumas ou Patrick A. Dumas, de son vrai nom Patrick Alain Dumas, est un auteur français de bande dessinée, né le 21 novembre 1953 à Uzerche (Corrèze).

## Biographie
Il commence une carrière d'auteur de bande dessinée dans les fanzines et revues Falatoff (1971), Sortilèges (1976) et Le Miroir du Centre (1978). Puis il entre chez Glénat en 1980, où il crée la série Patrick Maudick.
En 1985, avec la complicité du romancier et scénariste François Rivière, Patrick Dumas crée Les Dossiers secrets de Maître Berger, série policière qui conte les aventures d'un avocat s'acharnant à faire triompher la justice face aux privilèges de la bourgeoisie provinciale. Sept tomes paraîtront de 1985 à 1993. Patrick dessine aussi des histoires complètes pour les numéros spéciaux de Gomme ! et Circus et, parallèlement à la BD, depuis 1991, commence à réaliser des dessins sur ordinateur pour les jeux vidéo.
En 1993, Glénat arrête Les Dossiers secrets de Maître Berger ; Dumas se tourne alors vers le monde du multimédia, travaillant jusqu'en 2001 en free-lance pour plusieurs sociétés de jeux vidéo et participant à la création de nombreux jeux et éducatifs. En 2002, il revient à la BD et, grâce à Thierry Mornet, L'Œil de Shiva commence à paraître dans Kiwi. En 2004, sortent coup sur coup deux albums : L'Œil de Shiva chez Semic et Allan Mac Bride 1, scénarisé par Jean-Yves Brouard chez JYB Aventures. 2005 voit l'entrée de Patrick dans le mensuel Pif avec l'arrivée de la série Le Cavalier Maure, écrite par Jean-Marc Lainé. Parallèlement, Patrick Dumas dessine la suite des aventures de Allan Mac Bride, dont le troisième tome est sorti en février 2011. Son dernier album 20 000 siècles sous les mers - Tome 1 : L'Horreur dans la tempête est sorti en octobre 2010 chez Soleil.